# Bohepilissus subtilis
Bohepilissus subtilis är en skalbaggsart som beskrevs av Karl Henrik Boheman 1857. Bohepilissus subtilis ingår i släktet Bohepilissus och familjen bladhorningar. Inga underarter finns listade.